# Birkat as-Sab'
Birkat as-Sab' es un distrito de la gobernación de Menufia, Egipto. En julio de 2017 tenía una población estimada de 311 299 habitantes.
Se encuentra ubicado en la zona sur del delta del Nilo, a poca distancia al norte de El Cairo.